# Пітер Елліотт
Пітер Елліотт  (англ. Peter Elliott, 9 жовтня 1962) — британський легкоатлет, олімпійський медаліст.

## Виступи на Олімпіадах
| Олімпіада         | Дисципліна         | Місце     |
| ----------------- | ------------------ | --------- |
| Лос-Анджелес 1984 | біг на 800 метрів  | 4 h1 r2/4 |
| Сеул 1988         | біг на 800 метрів  | 4         |
| Сеул 1988         | біг на 1500 метрів | 2         |